# Sport canin

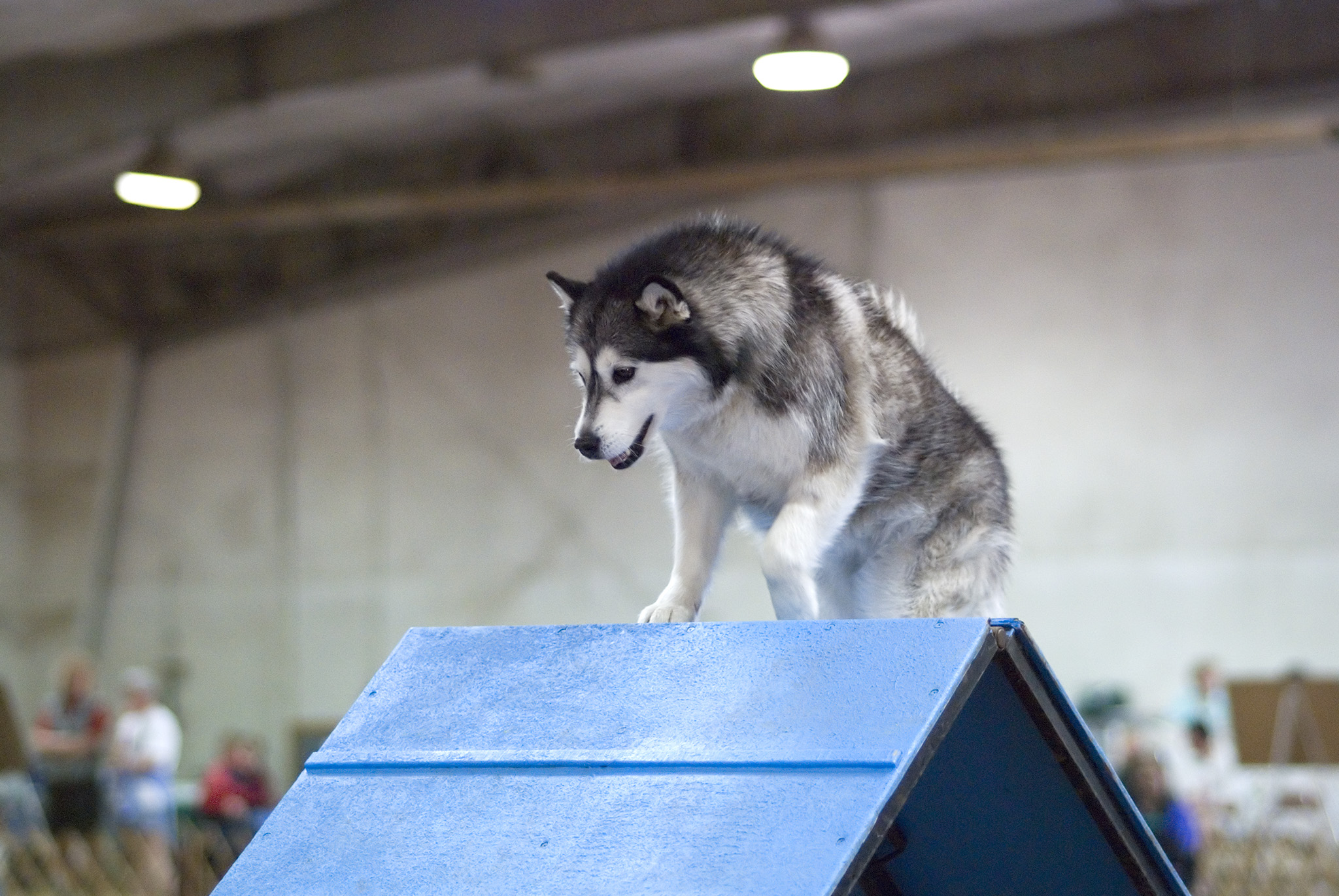
Un alaskan malamute faisant de l'agility.

Un sport canin est une pratique sportive exercée en duo par les chiens et leur maître.
Comme toute activité sportive, il faut commencer les entrainements progressivement, et être régulier. Il faut également tenir compte de leur physique et de la santé du chien avant de choisir le sport que l'on souhaite pratiquer.
Liste de sports canins.
- Agility : parcours d'obstacles chronométré que le chien doit franchir sous les ordres de son maître[1].
- Attelage : parcours d'obstacles avec un chien attelé à une charrette[2]
- Course de chiens de traîneaux : les chiens tractent leur maître sur un traineau.
- Cani-cross : course à pied sur laquelle le maître et le chien courent ensemble, reliés par une ligne de trait.
- Cani-rando : il s'agit de parcourir les chemins de randonnée accompagné de son fidèle compagnon.
- Cani-VTT : selon le même principe que le cani-cross, le chien court avec son maître au guidon d'un VTT.
- Course de lévriers : course de vitesse sur laquelle les lévriers sont à la poursuite d'un leurre.
- Dog Parkour : activité non compétitive durant laquelle le chien aborde des obstacles[3]
- Flyball : le chien participe à une course de haie, sur un aller-retour. A l'aller, il doit rattraper une balle et la ramener à son maître sur le retour[4].
- Frisbee : aussi appelé discdog, il se divise en deux disciplines principales la distance où le chien doit rattraper le frisbee le plus loin possible et le freestyle où le binôme présente une chorégraphie en musique[5].
- Hoopers : parcours d'obstacles que le chien doit franchir alors qu'il est guidé à distance[6].
- Hunting games : activité d'odorat[7]
- Mantrailing : pratique sportive simulant la recherche de personnes disparues grâce à l'odorat du chien[8]
- Rallye obéissance : le binôme avance sur un parcours où le chien effectue différents exercices d'obéissances.
- Recherche utilitaire : recherche grâce à l'odorat de plusieurs objets suivi d'une personne disparue[9]
- Ring : discipline complète, le ring regroupe trois épreuves : sauts, obéissance et mordant.
- Sauvetage à l'eau : le chien évolue dans l'eau pour réaliser des exercices de sauvetage de personne ou de bateau sous la conduite de son maître.
- Treibball : le chien, commandé par son maître, doit ramener dans des buts de grosses balles de gymnastique.
- Obéissance : le chien réalise différents exercices demandé par son binôme
- Obé rythmée : également appelé "dog dancing", le chien et son maître dansent ensemble, ils exécutent une chorégraphie sur de la musique.
- Pistage français : le chien doit suivre une piste grâce à son odorat afin de trouver un ou plusieurs objets[10]